# 巴特·包克
巴特·揚·包克（荷蘭語：Bart Jan Bok，1906年4月28日—1983年8月5日）是一位美籍荷蘭天文學家。

## 生平
包克生於荷蘭，但他的童年是在荷屬東印度度過的。後來他進入萊頓大學和格罗宁根大学就讀。1929年他和另一位資深天文學家普莉西拉·費爾菲爾德·包克結婚。之後兩人在天文上密切合作。兩人育有二子喬伊斯和約翰。
1929年到1957年他在哈佛大學任職。之後他在澳大利亞斯壯羅山天文台擔任台長九年，之後再回到美國擔任斯图尔德天文台台長。1938年他取得美國國籍。
1975年包克與其他人共同發表聲明《反对星象学》（Objections to Astrology，The Humanist, 1975） 。該聲明中總共有186位天文學家和其他領域科學家參與，其中9位是諾貝爾獎得主。該聲明在 The Humanist 上出版。他還主導成立了怀疑调查委员会（The Committee for Skeptical Inquiry），並且是創會會士。
包克在天文界中以期親切和幽默感而聞名。小行星1983在他生前就以他的姓氏命名。在命名典禮上他感謝國際天文聯會「給他一小塊退休後可居住的土地」。他參與或帶領了數個觀測日食的旅行團，包含1981年7月在西伯利亞布拉茨克附近的日食觀測。在這一次前往蘇聯的觀測中他帶領一個次團前往布拉堪天文台和台長維克托·安巴楚勉見面。
包克最後一次觀測日食的旅行是到他幼時居住的印尼爪哇島遊歷，並於1983年6月經過了沙拉迪加附近。日食前一晚他和與他關係密切的印尼人交談，並提及「如果你希望瞭解印尼，吃印尼食物和聽甘美蘭音樂」。他也表示他如何和其他人分享多年來他對天文學的熱愛。
包克在他最後一次旅行之後一個多月，因為心肌梗死死於亞利桑那州圖森家中。他唯一的遺憾就是逝世前他的曾孫當時不在身邊。

## 榮譽與獎項
獎項
- 1977年布魯斯獎
- 1982年亨利·諾利斯·羅素講座
- 1982年克隆普克－羅伯特獎

命名事物
- 月球上的包克環形山（和他的妻子）
- 小行星1983（和他的妻子）
- 包克雲球
- 包克望遠鏡
- 亞利桑那大學天文學系和斯图尔德天文台的巴特·包克博士後研究員。

## 著作
- Bok, Bart J.; Lindsay, Eric M. . Proceedings of the National Academy of Sciences of the United States of America. January 1938, 24 (1): 4–9. Bibcode:1938PNAS...24....4B. ISSN 0027-8424. PMC 1077014 . PMID 16588185. doi:10.1073/pnas.24.1.4.
- Bok, BJ; Morgan, HR; Stokley, J. . Science. June 1941, 93 (2424): 568–569. Bibcode:1941Sci....93..568B. ISSN 0036-8075. PMID 17809700. doi:10.1126/science.93.2424.568.
- Bok, BJ. . Science. September 1944, 100 (2593): 217–218. ISSN 0036-8075. PMID 17840405. doi:10.1126/science.100.2593.217-a.
- Bok, BJ. . Science. February 1949, 109 (2824): 131–137. Bibcode:1949Sci...109..131B. ISSN 0036-8075. PMID 17759166. doi:10.1126/science.109.2824.131.
- Bok, BJ. . Science. January 1953, 117 (3030): 67–70. Bibcode:1953Sci...117...67B. ISSN 0036-8075. PMID 17836270. doi:10.1126/science.117.3030.67.
- Bok, BJ. . Science. June 1955, 121 (3155): 843–847. Bibcode:1955Sci...121..843B. ISSN 0036-8075. PMID 17798483. doi:10.1126/science.121.3155.843.
- Bok, BJ. . Science. November 1966, 154 (3749): 590–592. ISSN 0036-8075. PMID 17778795. doi:10.1126/science.154.3749.590-a.
- Bok, BJ. . American scientist. January 1973, 61 (1): 8. ISSN 0003-0996. PMID 17712971.
- Bok, Bart Jan; Bok, Priscilla Fairfield.  5th. Harvard University Press. 1981. ISBN 0-674-57503-2.

## 延伸閱讀
- Levy, David H. . University of Arizona Press. 1993. ISBN 0816511497.
- Graham, J. A.; Wade, C. M.; Price, R. M. . . 1994: 72–97  [2012-05-04]. ISBN 978-0-309-06978-6. （原始内容存档于2008-07-06）.

## 外部連結
- Bruce Medal page （页面存档备份，存于）

### 訃聞
- Millman, P. M. . Journal of the Royal Astronomical Society of Canada. February 1984, 78 (1): 3–7. Bibcode:1984JRASC..78....3M.
- Levy, D. H. . Journal of the Royal Astronomical Society of Canada. February 1984, 78 (1): 8–9. Bibcode:1984JRASC..78....8L.
- Whiteoak, J. B. . Proceedings of the Astronomical Society of Australia. 1984, 5 (4): 608–610. Bibcode:1984PASAu...5..608W.
- Lada, C. J. . Quarterly Journal of the Royal Astronomical Society. December 1987, 28 (4): 539–551. Bibcode:1987QJRAS..28..539L.